# Dentex spariformis
Dentex spariformis är en fiskart som beskrevs av Ogilby, 1910. Dentex spariformis ingår i släktet Dentex och familjen havsrudefiskar. Inga underarter finns listade i Catalogue of Life.